# Marthe Élisabeth Barbaud-Koch
Marthe Élisabeth Barbaud-Koch, née Marie Élisabeth Marthe Koch à Lyon en 1862 et morte à Toulon en 1932, est une artiste peintre.
Spécialisée dans la peinture de fleurs, elle est rattachée à l'École de Lyon

## Biographie

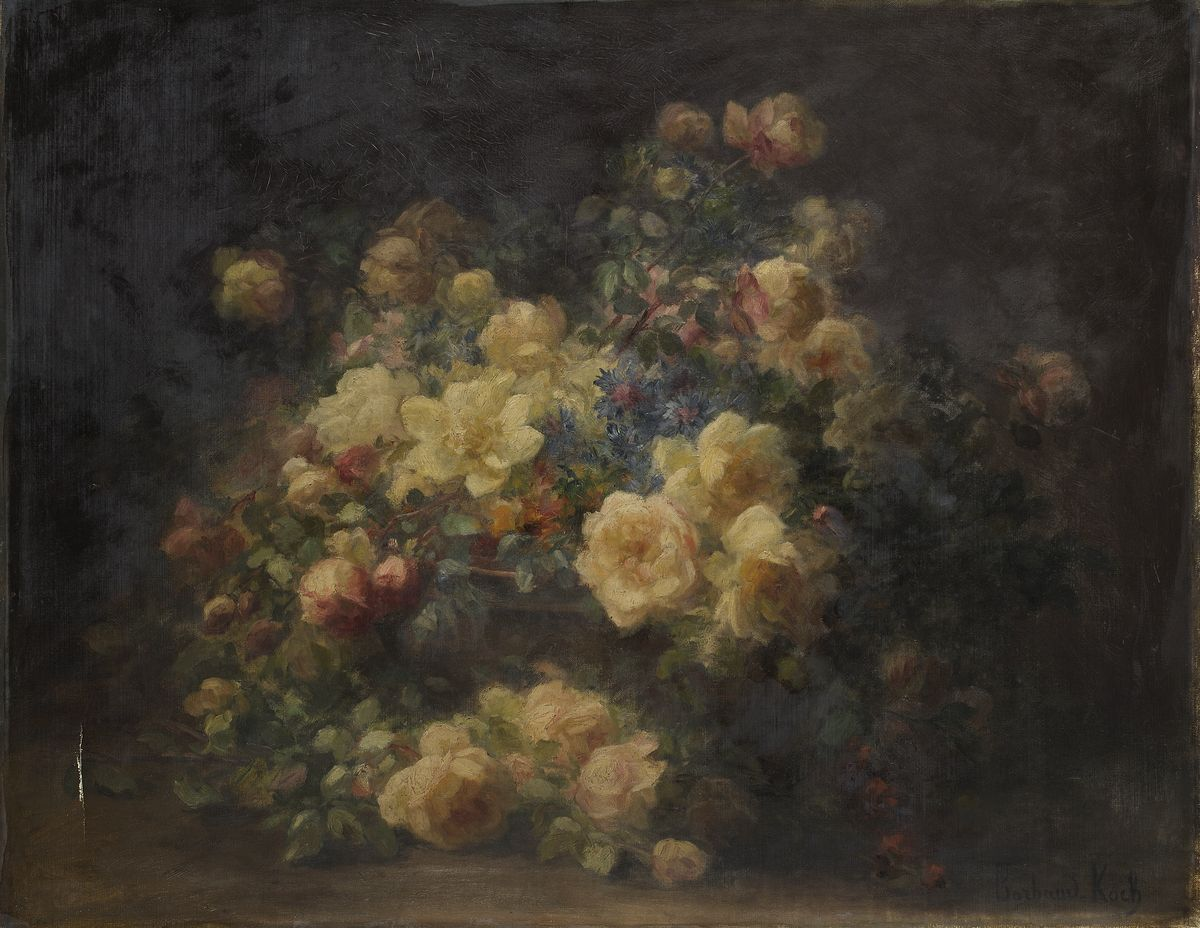
Fleurs, musée des Beaux-Arts de Lyon.

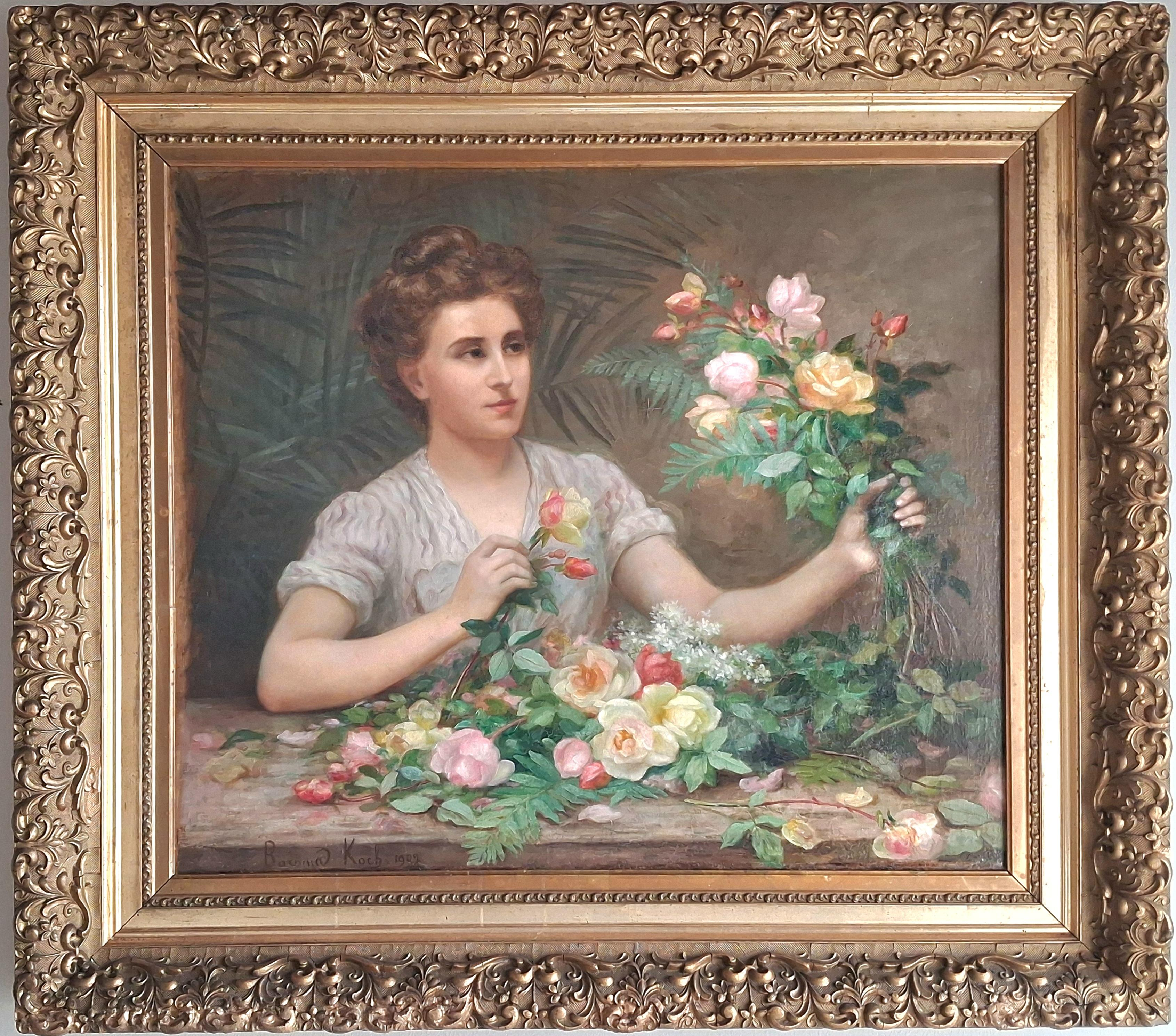
Jeune fille avec des roses (1902) cm.90 x cm.75, Collection privée E. Canigiani Quarrata (PT) Italie.

Marthe Élisabeth Barbaud-Koch naît le 22 décembre 1862 dans le 3e arrondissement de Lyon. Son grand-père paternel est Sébastien Koch, commis négociant à la Guillotière, marié à Maria Gloniwska, née à Auxerre. Le père de l'artiste est Jean-François Koch, négociant à la Guillotière né le 7 février 1837 et sa mère Marie-Gabrielle Bély, née à Lyon le 12 mai 1839.
Elle étudie avec Sophie Olivier, peintre de paysage et de portrait, Loubet, dessinateur de la Fabrique, Élie Laurent, peintre de paysages et de décors religieux, et William Bouguereau. Mais c'est surtout avec Jules Ferdinand Médard (1855-1925) qu'elle apprend les techniques de la peinture de fleurs. Elle a probablement été à son cours situé à Lyon au quai Saint-Antoine où elle rencontre peut-être Thérèse Guérin.
En 1884, elle épouse Armand-Pierre-Émile Barbaud, légiste. Leur mariage est annulé par jugement le 11 août 1902.
Elle commence sa carrière à Paris où elle réside quelques années, avant de revenir sur Lyon un long moment. Elle termine sa vie à Toulon.
En 1901, la Ville de Lyon lui achète son tableau Chrysanthèmes.
Marthe Élisabeth Barbaud-Koch meurt après 1928 à Toulon.

## Expositions
Elle expose à Lyon à partir de 1887,.
Elle expose au Salon de Dijon en 1892, 1897 et 1900,.
En 1896, elle expose trois tableaux à Montpellier.

## Réception critique

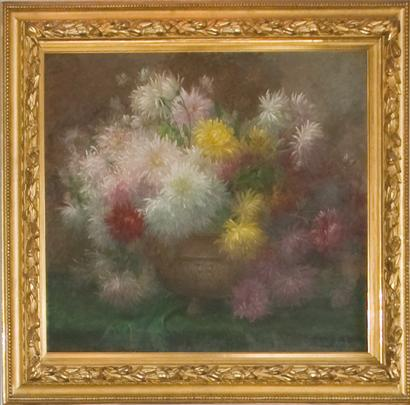
Attribué à Marthe Élisabeth Barbaud-Koch, Nature morte aux dahlias (1904), œuvre non sourcée, localisation inconnue.

À partir de 1892, la critique commence à évoquer ses réalisations de manière positive. Au Salon de Lyon de 1898, sa toile Pivoines et roses est acquise et la critique dit d'elle : « La grande toile est à juste titre très remarquée. Le dessin en est serré et souple cependant. Tout y est bien ordonné, Maréchal Niel et Pivoines rouges mêlent, dans une belle harmonie leurs nuances délicates ».
« Marthe Barbaud-Koch montre des "morceaux" d'un bonheur inattendu dans une composition des plus convenues. C'est auprès de Médard qu'elle apprend le métier de fleuriste et c'est évidemment de lui — et de Bouguereau — qu'elle tient ce goût de la précision formelle et de la touche méticuleuse. » - Gérald Schurr

## Collections publiques
- Lyon, musée des Beaux-Arts : Chrysanthèmes, 1901, huile sur toile, 150 × 190 cm[3].

## Élève
- Blanche Pilliet[9].